# Cybister fumatus
Cybister fumatus es una especie de escarabajo del género Cybister, familia Dytiscidae. Fue descrita científicamente por Sharp en 1882.

## Distribución geográfica
Habita en Asia del Sur.